# 427 Galene
427 Galene este un asteroid din centura principală, descoperit pe 27 august 1897, de Auguste Charlois.